# Паха (язык)
Паха (кит. 巴哈; самоназвание: pa33 ha33) — язык кадайской группы.

## Географическое распределение
Общая численность паха — 600 чел. Они расселены в двух деревнях на севере уезда Гуаннань 广南 (юго-восток пров. Юньнань): в дер. Янлянь 央连 волости Диюй 底于 (ок. 500 чел.) и в дер. Аньшэ 安舍 волости Бада 八达 (ок. 100 чсл).